# Carlos Carmona Bonet
Pour les articles homonymes, voir Carmona.
Ne pas confondre avec le joueur de football chilien Carlos Carmona.
Carlos Carmona Bonet, né le 5 juillet 1987 à Palma en Espagne, est un footballeur espagnol évoluant au poste de milieu offensif.

## Biographie
Formé au sein du club de sa ville natale, le RCD Majorque, Carmona ne parvient pas à s'imposer en équipe première où il ne joue que trois matches dont un de Primera División.
Le club insulaire le prête pour la saison 2005-2006 au Real Valladolid. Carmona reçoit du temps de jeu et joue quinze rencontres. Revenu à Majorque, l'Espagnol est à nouveau prêté au FC Carthagène. Là-bas, Carmona s'épanouit pleinement et devient un leader offensif important de son équipe. Le 24 mai 2009, Carmona contribue de manière décisive à la montée de Carthagène en Segunda División en délivrant une passe à Juan Pablo Ruiz. Ses prestations intéressent le Recreativo de Huelva qui s'offre les services du joueur pour la saison 2009-2010.
À Huelva, Carmona parvient rapidement à s'intégrer au sein d'un championnat au niveau plus élevé de ce qu'il avait connu en troisième division. Le 20 septembre 2009, il marque son premier but lors d'une défaite 2-1 face au Villarreal B. Carmona réalise un bel exercice et s'avère une satisfaction offensive pour le Recreativo.
En 2010, Carmona rejoint le FC Barcelone B. Il y joue pendant deux saisons, sans réellement parvenir à s'imposer chez l'équipe réserve des Blaugranas.
Le 22 juillet 2012, Carmona s'engage en faveur du Sporting de Gijón, qui évolue en Liga Adelante.
Le club obtient la montée en Primera División en 2015. Le 4 décembre 2016, Carmona inscrit un doublé lors d'un match contre le CA Osasuna.

## Statistiques
Ce tableau présente les statistiques en carrière de Carlos Carmona.
| Saison                | Club                   | Championnat           | Championnat | Championnat | Championnat | Coupe(s) nationale(s) | Coupe(s) nationale(s) | Coupe(s) nationale(s) | Barrages | Barrages | Barrages | Total | Total | Total |
| Saison                | Club                   | Division              | M.          | B.          | P.d.        | M.                    | B.                    | P.d.                  | M.       | B.       | P.d.     | M.    | B.    | P.d.  |
| 2004-2005             | RCD Majorque           | Liga                  | 1           | 0           | 0           | 2                     | 0                     | -                     | -        | -        | -        | 3     | 0     | 0     |
| Sous-total            | Sous-total             | Sous-total            | 1           | 0           | 0           | 2                     | 0                     | -                     | -        | -        | -        | 3     | 0     | 0     |
| 2005-2006             | Real Valladolid (prêt) | Segunda División      | 15          | 0           | 1           | -                     | -                     | -                     | -        | -        | -        | 15    | 0     | 1     |
| Sous-total            | Sous-total             | Sous-total            | 15          | 0           | -           | -                     | -                     | -                     | -        | -        | -        | 15    | 0     | 0     |
| 2006-2007             | FC Carthagène (prêt)   | Segunda División B    | 25          | 5           | -           | 1                     | 0                     | -                     | -        | -        | -        | 26    | 5     | 0     |
| 2007-2008             | FC Carthagène (prêt)   | Segunda División B    | 31          | 7           | -           | 2                     | 0                     | -                     | -        | -        | -        | 33    | 7     | 0     |
| 2008-2009             | FC Carthagène (prêt)   | Segunda División B    | 34          | 11          | -           | -                     | -                     | -                     | 3        | 0        | -        | 37    | 11    | 0     |
| Sous-total            | Sous-total             | Sous-total            | 90          | 23          | -           | 3                     | 0                     | -                     | 3        | 0        | -        | 96    | 23    | 0     |
| 2009-2010             | Recreativo de Huelva   | Segunda División      | 38          | 7           | 3           | 2                     | 2                     | 1                     | -        | -        | -        | 40    | 9     | 4     |
| Sous-total            | Sous-total             | Sous-total            | 38          | 7           | 3           | 2                     | 2                     | 1                     | -        | -        | -        | 40    | 9     | 4     |
| 2010-2011             | FC Barcelone B         | Segunda División      | 27          | 3           | 3           | -                     | -                     | -                     | -        | -        | -        | 27    | 3     | 3     |
| 2011-2012             | FC Barcelone B         | Segunda División      | 28          | 3           | 3           | -                     | -                     | -                     | -        | -        | -        | 28    | 3     | 3     |
| Sous-total            | Sous-total             | Sous-total            | 55          | 6           | 6           | -                     | -                     | -                     | -        | -        | -        | 55    | 6     | 6     |
| 2012-2013             | Sporting de Gijón      | Segunda División      | 32          | 5           | 3           | 2                     | 0                     | 1                     | -        | -        | -        | 34    | 5     | 4     |
| 2013-2014             | Sporting de Gijón      | Segunda División      | 35          | 7           | 5           | 1                     | 0                     | 0                     | 2        | 0        | 0        | 38    | 7     | 5     |
| 2014-2015             | Sporting de Gijón      | Segunda División      | 38          | 2           | 3           | -                     | -                     | -                     | -        | -        | -        | 38    | 2     | 3     |
| 2015-2016             | Sporting de Gijón      | Liga                  | 20          | 2           | 2           | 1                     | 0                     | 0                     | -        | -        | -        | 21    | 2     | 2     |
| 2016-2017             | Sporting de Gijón      | Liga                  | 25          | 8           | 2           | 2                     | 0                     | 0                     | -        | -        | -        | 27    | 8     | 2     |
| 2017-2018             | Sporting de Gijón      | Segunda División      | 41          | 9           | 10          | -                     | -                     | -                     | 2        | 1        | 0        | 43    | 10    | 10    |
| 2018-2019             | Sporting de Gijón      | Segunda División      | 35          | 7           | 3           | -                     | -                     | -                     | -        | -        | -        | 35    | 7     | 3     |
| 2019-2020             | Sporting de Gijón      | Segunda División      | 27          | 2           | 2           | 1                     | 0                     | 0                     | -        | -        | -        | 28    | 2     | 2     |
| Sous-total            | Sous-total             | Sous-total            | 253         | 42          | 30          | 7                     | 0                     | 1                     | 4        | 1        | 0        | 264   | 43    | 31    |
| Total sur la carrière | Total sur la carrière  | Total sur la carrière | 452         | 78          | 40          | 14                    | 2                     | 2                     | 7        | 1        | 0        | 473   | 81    | 42    |

## Palmarès

### En club
En 2012, Carmona finit deuxième de Liga Adelante sous les couleurs du FC Barcelone B.